# Namps-Maisnil
Namps-Maisnil település Franciaországban, Somme megyében. Lakosainak száma 1014 fő (2022. január 1.). Namps-Maisnil Bacouel-sur-Selle, Conty, Creuse, Frémontiers, Moyencourt-lès-Poix, Prouzel, Quevauvillers, Revelles és Ô-de-Selle községekkel határos.

## Népesség
A település népességének változása:
| Lakosok száma | 996  | 997  | 1003 | 987  | 995  | 1002 | 1010 | 1005 | 1014 |
|               | 2013 | 2015 | 2016 | 2017 | 2018 | 2019 | 2020 | 2021 | 2022 |